# 卡斯帕·梅默林
卡斯帕·梅默林（德語：Caspar Memering，1953年6月1日—），德国前男子足球运动员，场上位置是中场。他曾代表西德国家队参加1980年欧洲足球锦标赛，结果队伍获得冠军。